# Фёдоровский уезд
Фёдоровский уезд — административно-территориальная единица Кустанайской губернии Киргизской АССР, существовавшая в 1922—1925 годах.
Фёдоровский уезд с центром в п. Фёдоровский был образован 27 июля 1922 года из бывшего Фёдоровского района. Первоначально в состав уезда входили следующие волости:
- Банновская. Центр — п. Банновский
- Батмановская. Центр — п. Батмановский
- Большая. Центр — п. Большой
- Владыкинская. Центр — п. Владыкинский
- Карабалыкская кочевая
- Коскульская. Центр — п. Коскульский
- Костычевская. Центр — п. Костычевский
- Ново-Троицкая. Центр — п. Ново-Троицкий
- Ново-Украинская. Центр — п. Ново-Украинский
- Пешковская. Центр — п. Пешковский
- Саройская кочевая
- Смирновская. Центр — п. Смирновский
- Станционная. Центр — п. Станционный
- Терентьевская. Центр — п. Терентьевский
- Уйская кочевая
- Успеновская. Центр — п. Успеновский
- Фёдоровская. Центр — п. Фёдоровский
- Хворостанская. Центр — п. Хворостанский
- Цабелевская. Центр — п. Цабелевский
- Чубарская кочевая
- Чубартенизская кочевая

Позже были образованы Калиновская (центр — п. Калиновский) и Малороссийская волости.
29 марта 1923 года Батмановская и Терентьевская волости были присоединены к Смирновской, Большая и Ново-Украинская — к Пешковской, Владыкинская, Калиновская, Костычевская, Успеновская и Цебелевская — к Фёдоровской, Малороссийская — к Карабалыкской, Ново-Троицкая — к Станционной. Саройская волость была разделена между Уйской и Чубартенизской, а Хворостанская — между Коскульской, Пешковской и Фёдоровской.
Также были утверждены центры кочевых волостей: центром Карабалыкской волости стал п. Малороссийский, Уйской — аул № 2, Чубартенизской — аул № 6.
21 сентября 1925 года Фёдоровский уезд был упразднён, а его территория присоединена к Кустанайскому уезду.